# فرانك نوغينت
فرانك نوغينت (بالإنجليزية: Frank S. Nugent)‏ هو كاتب سيناريو وناقد سينمائي وصحفي أمريكي، ولد في 27 مايو 1908 في نيويورك في الولايات المتحدة، وتوفي في 29 ديسمبر 1965 في لوس أنجلوس في الولايات المتحدة.

## وصلات خارجية
- فرانك نوغينت على موقع IMDb (الإنجليزية)
- فرانك نوغينت على موقع ميتاكريتيك (الإنجليزية)
- فرانك نوغينت على موقع ميتاكريتيك (الإنجليزية)
- فرانك نوغينت على موقع روتن توميتوز (الإنجليزية)
- فرانك نوغينت على موقع روتن توميتوز (الإنجليزية)
- فرانك نوغينت على موقع أول موفي (الإنجليزية)
- فرانك نوغينت على موقع قاعدة بيانات الأفلام السويدية (السويدية)
- فرانك نوغينت على موقع قاعدة بيانات الفيلم (الإنجليزية)
- فرانك نوغينت على موقع كينوبويسك (الروسية)